# Bréhémont
Bréhémont – miejscowość i gmina we Francji, w Regionie Centralnym, w departamencie Indre i Loara.
Według danych na rok 1990 gminę zamieszkiwało 685 osób, a gęstość zaludnienia wynosiła 54 osoby/km² (wśród 1842 gmin Regionu Centralnego Bréhémont plasuje się na 555. miejscu pod względem liczby ludności, natomiast pod względem powierzchni na miejscu 1003.).